# Емма Ротшильд
Емма Джорджина Ротшильд (англ. Emma Georgina Rothschild; 16 травня 1948) — англійська економістка, фахівчиня в області історії економіки та економічних вчень; входить до банкірської сім'ї Ротшильдів.

## Біографія
Емма народилася в родині Віктора, 3-го барона Ротшильда, і його другої дружини Терези Джорджини Майер. У Емми також є рідна сестра Вікторія, зведені сестри Сара та Міранда і зведений брат Джейкоб.
У 15-річному віці Емма Ротшильд стала наймолодшою студенткою за всю історію Оксфордського університету (Сомервіль-коледж), де в 1967 році отримала диплом бакалавра і в 1970 році — магістра.
Продовжила навчання (потім там же працювала викладачкою) у Массачусетському технологічному інституті. Викладала також у Вищій школі соціальних наук (École des Hautes Études en Sciences Sociales) в Парижі, у Гарвардському та Кембриджському університетах.
Директорка Центру історії та економічної теорії в Кембриджському університеті. Очолює Архів Ротшильдів — дослідницьку установу, що займається вивченням історії сім'ї Ротшильдів. Є компаньйоном Ордена святого Михайла і святого Георгія (2000). Дружина (з 1991 року) Нобелівського лауреата Амартії Кумар Сена.

## Основні твори
- Адам Сміт і «невидима рука» (Adam Smith and the Invisible Hand, 1994);
- «Економічні почуття: Адам Сміт, Кондорсе і Просвітництво» (Economic Sentiments: Adam Smith, Condorcet and the Enlightenment, 2001);
- «Аксіома, теорема, королларій і т. д.: Кондорсе і математична економіка» (Axiom, theorem, corollary & c .: Condorcet and mathematical economics, 2005);
- «Економічна теорія Адама Сміта» (Adam Smith's Economics, 2006, у співавторстві з А. Сеном)